# Горња Думбрава (Хунедоара)
Горња Думбрава (рум. Dumbrava de Sus) насеље је у Румунији у округу Хунедоара у општини Рибица. Oпштина се налази на надморској висини од 580 m.

## Становништво
Према подацима из 2002. године у насељу је живело 82 становника, од којих су сви румунске националности.